# 成瀬わさび
成瀬わさび（なるせわさび、1985年4月21日 - ）は、日本のお笑いタレント、コメディアン。茨城県出身。血液型はB型。よしもとクリエイティブ・エージェンシーを経て現在はフリー。

## 来歴
- NSCを卒業した直後、当時演技の授業を担当していた小山田満月の主宰する劇団『吉本弁当座』に入団し、以後6年間地方興行を行っていた。
- ビーダマンのファンであり、1999年6月13日に幕張メッセにて行われた「第1回Bビーダマン爆外伝カードゲーム日本一決定戦」で準優勝している[2]。
- 第6回ミス週刊実話WJガールズオーディションでMCを行うなど、イベントMCとしても活動[3]。

## 芸風
- キャラバルーンや曲芸を織り交ぜたバルーンアートショー。
- ギターで替え歌、時事ネタなどを歌う。
- 『ナルティンバンコ』エピソードを語り、その低さをリンボーダンスのバーで表現するネタ。

## 出演歴

### テレビ番組
吉本弁当座としての出演
- ニュースの森ふくしま「飯坂温泉吉本はり紙昭和館特集」(TUF)
- イブニング王国「湯沢の宿泊施設生き残り策は」(BSN)

成瀬芳春としての出演
- 徳井義実のチャックおろさせて〜や「手コキカラオケ」(CSスカパー、2015年3月28日)

### ネットテレビ
- 「ちょべりぐ!」(2011年、ムーパル) - レギュラー
- 「世紀末バラエティーLaugh&Beat」(2012年 - 2013年、ムーパル) - レギュラー
- 「生放送のフェロモン」(2012年 - 2013年、原宿TV) - レギュラー
- 「水曜のフェロモン」(2014年 - 2016年 、原宿TV) - レギュラー

### ラジオ
- 新発売!★☆☆弁当(2006年 - 2008年、FMブルー湘南) - レギュラー
- SuperNeo寄席RADIO THE笑ステ(2020年 - 2021年、ニッポン放送) - エンディングテーマ担当

### 映画
- 「疾風・虹丸組」(2014年) - 百蘭メンバー 役

### 舞台
- 「おろ杉の恋伝説」(2008年8月24日、福島テルサ・ＦＴホール) - 村の木こり 役
- 「ライスカレー」(2011年8月11日～16日・18日~21日、博物館明治村・呉服座) - サンジ 役
- 「メトロポリス」(2018年11月9日、調布市グリーンホール・大ホール) - 活弁士として出演

### 吉本弁当座公演
- マホロバ・マインズ三浦公演[吉本弁当座](神奈川県/2003年)
- 博物館明治村呉服座公演[吉本純情笑学校](愛知県/2004年)
- 飯坂温泉観光協会吉本はり紙昭和館[吉本弁当座](福島県/2004年)
- 博物館明治村呉服座公演[吉本純情笑学校](愛知県/2005年)
- ホテル スポーリア湯沢公演[★☆☆弁当座](新潟県/2005年)
- 伊良湖ガーデンホテル公演[吉本おもしろ探検隊](愛知県/2007年)

### 音楽
- 『ありがとうございました』作詞・作曲・歌：成瀬わさび(ニッポン放送「SuperNeo寄席RADIO THE笑ステ」エンディングテーマ)(2020年・2021年)

### 雑誌
- ぱちかる第54号(2014年2月21日)
- メンズバリュー vol.105(2015年、新橋ファイトクリニック実写体験漫画モデル)